# Jüdische Gemeinde Wenkheim
Die Jüdische Gemeinde in Wenkheim bestand vom 16. Jahrhundert bis 1940.

## Geschichte

### Historische Entwicklung der jüdischen Gemeinde
Die jüdische Gemeinde Wenkheim entstand im 16. Jahrhundert. Der Ort ist für seine jüdische Geschichte bekannt, erstmals werden 1576 und 1591 Juden am Ort genannt. Neben der früheren Synagoge Wenkheim besaß die jüdische Gemeinde Wenkheim eine jüdische Schule, ein rituelles Bad und den jüdischen Friedhof Wenkheim. Die Gemeinde hatte einen eigenen Lehrer zur Besorgung religiöser Aufgaben angestellt, der auch als Vorbeter und Schochet tätig war. Ab 1827 gehörte die jüdische Gemeinde Wenkheim zum Bezirksrabbinat Wertheim. Ab 1911 wurde die jüdische Gemeinde Hochhausen als Filiale (Filialgemeinde) der jüdischen Gemeinde Wenkheim aufgeführt.
Im 19. und 20. Jahrhundert entwickelte sich die Zahl der jüdischen Einwohner Wenkheims wie folgt:
| Jahr    | Gesamt | % der Wenkheimer Einwohner  |
| ------- | ------ | --------------------------- |
| 1825    | 105    | 14,0 % von insgesamt 752    |
| 1875    | 160    | 17,2 % von 930              |
| 1880    | 181    | 20 % der Ortsbevölkerung    |
| 1900    | 92     | 11,7 % von 786              |
| 1925    | 80     | 8 % von etwa 1.000          |
| 1933    | 46     | unbekannt                   |
| 1938/40 | 0      | Auflösung der jüd. Gemeinde |

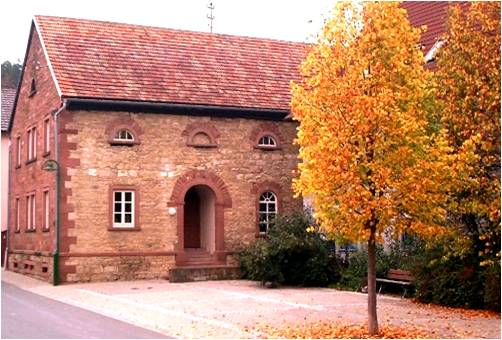
Synagoge in Wenkheim (2013)

1933 betrieben die jüdischen Familien, die überwiegend vom Handel mit Vieh, Landesprodukten und den Bedarfsartikeln des bäuerlichen Haushalts lebten, noch die folgenden Geschäfte in Wenkheim: Drei Textilwarengeschäfte, ein Kolonial- und Eisenwarengeschäft, eine Mazzenbäckerei sowie zwei Viehhandlungen. Vor der Zeit des Nationalsozialismus bekannte ehemalige jüdische Geschäfte in Wenkheim waren: Viehhandlung Bernhard Grünebaum (Lindenstraße 24), Viehhandlung und Metzgerei Louis Grünebaum (Pfarrgasse 4), Viehhandlung Samuel Grünebaum, Levis Sohn (Herrenstraße 6), Viehhandlung/Landwirtschaft Samuel Grünebaum III (Herrenstraße 7), Altwarenhandlung Samuel Grünebaum IV (Frankenstraße 14), Viehhandlung und Metzgerei Simon Grünebaum (Obertorstraße 21), Textilgeschäft Abraham Hubert (Frankenstraße 10), Handelsmann Lippmann Karpf (Obertorstraße 11), Mazzenbäckerei Sigmund Lehmann (Lindenstraße 33), Textilgeschäft Hermann Schartenberg (Breite Straße 5 und Lindenstraße 31, beide abgebrochen) und Kaufmann Jakob Schuster (Hindenburgstraße 1).
Bis 1937/38 konnten die jüdischen Geschäfte großenteils weitergeführt werden, dann mussten sie aufgegeben werden. Beim Novemberpogrome 1938 wurde die Synagoge demoliert. Bis 1940 emigrierte über die Hälfte der jüdischen Einwohner (22 in die USA, 8 nach Palästina). Am 22. Oktober 1940 wurden die letzten 11 jüdischen Einwohner Wenkheims, während der Wagner-Bürckel-Aktion, in das Camp de Gurs deportiert.-Nach dem Krieg wurde das ehemalige Synagogengebäude zunächst als Flüchtlingswohnheim, dann als Wohnhaus genutzt. An einigen Häusern Wenkheims deuten heute noch Initialen auf ihre einstigen jüdischen Bewohner hin. Ende 1984 wurde der „Verein zur Erforschung jüdischer Geschichte und Pflege jüdischer Denkmäler im tauberfränkischen Raum“ gegründet. Zweck des Vereins war die Restaurierung des Innenraumes des Synagogengebäudes; ab 1992 präsentierte sich der Synagogenraum dann wieder in seiner ursprünglichen Form, allerdings ohne Thoraschrein. In einem Teil der früheren Wohnung des Kantors gibt es ein kleines Dokumentationszentrum, den anderen Teil nutzt die katholische Kirchengemeinde Wenkheim als Gemeindehaus. Auf der Frauenempore ist eine Dauerausstellung zur jüdischen Geschichte der Region untergebracht. Seit 2015 gehört auch die ehemalige Synagoge in Wenkheim zu den sogenannten Radwegkirchen.

### Opfer des Holocaust
Von den jüdischen Personen, die in Wenkheim geboren wurden oder längere Zeit im Ort wohnten, kamen in der Zeit des Nationalsozialismus die folgenden Personen beim Holocaust nachweislich ums Leben: Hilde Abeles geb. Heymann (1895), Regine Bergenthal geb. Lehmann (1869), Käthe Bravmann geb. Lissberger (1892), Wolf Bravmann (1890), Zerline Brückheimer (1889), Helene Grünebaum geb. Samuel (1881), Ida Grünebaum (1895), Jakob Grünebaum (1870), Käthe Grünebaum, Renate Grünebaum (1912), Samuel Grünebaum I (1872), Samuel Grünebaum II (1882), Sigmund Grünebaum (1872), Simon Grünebaum (1881), Jeanette Halle geb. Lehmann (1861), Bela (Bertha) Heinemann geb. Grünebaum (1866), Margot Hes (1924), Karoline (Lina) Heymann (1885), Martha Hirschhorn geb. Kapf (1905), Lippmann Karpf (1873), Rosa Karpf geb. Richter (1877), Jenni Kissinger geb. Schuster (1908), Eva Krebs geb. Grünebaum (1868), Therese Lehmann (1874), Therese Löser geb. Lehmann (1878), Babette Mai (1868), Ida Oppenheimer geb. Karpf (1900), Regine Rosenthal geb. Lehmann (1876), Rosa Rosenthal geb. Grünebaum (1891), Flora Slivja geb. Karpf (1902), Fanny Sommer geb. Karpf (1875), Frieda Seemann geb. Friedmann (1877), Itta Steinhard geb. Lehmann (1882), Luise Sündermann geb. Lehmann (1876) und Regine Wolfsheimer geb. Lehmann (1874).